# Perry Mattfeld
Perry Mattfeld (Los Angeles, 29 marzo 1994) è un'attrice statunitense.
È nota per aver interpretato il ruolo di FrankenGirl, nella serie televisiva I maghi di Waverly (2009); di Mel, nella serie televisiva Shameless (2017-2018), e il ruolo della protagonista Murphy Mason, nella serie televisiva di genere crime di The CW In the Dark (2019-2022), di cui ha prodotto anche 25 dei 52 episodi complessivi.

## Biografia
Perry Mattfeld nasce a Los Angeles il 29 marzo 1994. La madre è di origine messicana, mentre il padre, Kenneth Mattfeld, è un affermato avvocato di Los Angeles e prima di questo è stato un architetto navale. Perry cresce a Long Beach, in California. I nonni e i bisnonni di Perry Mattfeld erano artisti. Inizia la sua carriera artistica all'età di cinque anni come ballerina e studia per i successivi nove anni sotto la guida di Debbie Allen. In questo periodo appare nella produzione teatrale di Debbie AllenAlex in Wonderland, comparendo in più di 164 messe in scena al teatro The Grove di Los Angeles. All'età di 12 anni è dipendente della Mattel, interpretando i personaggi di Kirsten Larson e Kit Kittredge nella compagnia teatrale musicale American Girl Dolls. Interrompe questa collaborazione una volta diplomatasi al Polytechnic Institute di Los Angeles con una media dei voti di 4,6, per entrare nella Scuola di Arte Drammatica della University of Southern California, dove si laurea ottenendo un Bachelor of Fine Arts in recitazione nel 2016. Nel periodo in cui frequenta l'università è anche una cheerleader, venendo menzionata da Sports Illustrated come cheerleader della settimana. Successivamente ha conseguito una laurea triennale in teoria del cinema e una laurea triennale in economia con lode. Dopo la laurea, per mantenersi, lavora brevemente anche come modella, grazie a un contratto che aveva ottenuto attraverso un compagno di studie, anche lui impegnato in tale attività.
Dopo aver recitato in numerosi cortometraggi e ruoli secondari in serie televisive - in particolare ne I maghi di Waverly, dove interpreta il ruolo di FrankenGirl, in due episodi della terza stagione, e Shameless, dove interpreta il personaggio di Mel in 7 episodi dell'ottava e nona stagione - nel 2019 approda al suo primo ruolo da protagonista nella serie crime commedia drammatica In the Dark, in cui interpreta Murphy Mason, una ragazza cieca che lavora alla Guiding Hope, organizzazione no profit, fondata dai suoi genitori adottivi, che fornisce cani per non vedenti. Per interpretare la parte, Perry Mafffeld si fa istruire sulle tecniche per gestire la cecità, quali usare un cane guida e inviare messaggi di testo con comandi vocali, seguendo una persona cieca, Laurie Bernstein, consulente della serie e su cui la stessa è basata, per osservare come si comporta nelle attività di tutti i giorni. La sua recitazione ha spinto i fan della serie a credere che Perry Mafffeld sia realmente cieca. Ciononostante la serie televisiva è stata criticata per non aver utilizzato una vera attrice cieca, nonostante nella stessa vi reciti Calle Walton, attrice realmente non vedente che interpreta Chloe Riley, la figlia del poliziotto Dean Riley, interpretato dall'attore Rich Sommer. A tal proposito il produttore della serie ha affermato che Perry Mafffeld era "la migliore per il ruolo", nonostante avesse fatto anche provini ad attrici realmente cieche.
Il successo della serie televisiva e del suo ruolo di protagonista, porta Perry Mattfeld a recitare in alcuni film cinematografici. Nel 2022 è nei film Who Invited Them, diretto da Duncan Birmingham, dove impersona Sasha, al fianco di Ryan Hansen e Melissa Tang, e Mending the Line, diretto da Joshua Caldwell, dove interpreta il personaggio di Lucy, al fianco di Brian Cox e Patricia Heaton. Nel 2023 compare in A Little White Lie, diretto da Michael Maren, dove impersona Layla, al fianco di Michael Shannon e Kate Hudson. Nel 2024 compare in The Idea of You, film diretto da Michael Showalter, con protagonisti Anne Hathaway e Nicholas Galitzine, dove Perry Mattfeld interpreta il personaggio di Eva.

## Vita privata
Nel 2019 è fidanzata con Andrew Right, ex lanciatore di baseball dei Cincinnati Reds, ritiratosi dallo sport e impegnato nell'attività delle scommesse sui cavalli con la TVG. Nel maggio 2022 Perry Mattfeld si fidanza con l'ex quarterback dei New York Jets Mark Sanchez. La coppia convola a nozze il 28 maggio 2023, a Oaxaca, capitale dell'omonimo stato, in Messico.
Perry Mattfeld parla due lingue, oltre all'inglese, sua lingua madre, parla anche fluentemente il francese.
Nel 2017-2018, il suo patrimonio netto personale viene stimato in un range compreso tra i 100.000 e 1 milione di dollari. Mentre nel 2019 viene stimato che il suo patrimonio sia passato a circa 2 milioni di dollari, grazie al denaro guadagnato lavorando come attrice.

## Filmografia

### Attrice

#### Cinema
- AmazoBoy!, regia di Ryan Burcham - cortometraggio (2007)
- Alex in Wonderland: Rehearsing Wonderland, regia di Tara Bordeaux - cortometraggio direct-to-video (2010)
- The Girl in the Flammable Skirt, regia di Maggie Tran - cortometraggio (2011)
- Patrick Carman's Dark Eden, regia di Jeffrey Townsend - cortometraggio direct-to-video (2011)
- My Mind the Love Story, regia di Boye Fajinmi - cortometraggio (2012)
- Cayucos, regia di Nolan Wilson Goff - cortometraggio direct-to-video (2012)
- For Educational Purposes Only, regia di David Nessl - cortometraggio (2017)
- Who Invited Them, regia di Duncan Birmingham (2022)
- Mending the Line, regia di Joshua Caldwell (2022)
- A Little White Lie, regia di Michael Maren (2023)
- The Idea of You, regia di Michael Showalter (2024)

#### Televisione
- The Norton Avenue All-Stars, regia di Dennie Gordon - film TV (2008)
- I maghi di Waverly (Wizards of Waverly Place) - serie TV, episodi 3x01-3x04 (2009)
- Secret Diary of an American Cheerleader - serie TV, episodio 1x04 (2012)
- In fuga per amore (Escape from Polygamy), regia di Rachel Lee Goldenberg - film TV (2013)
- Conan - serie TV, episodio 6x99 (2016)
- Stitchers - serie TV, episodio 3x09 (2017)
- Shameless - serie TV, 7 episodi (2017-2018)
- Homecoming serie TV, episodio 1x05 (2018)
- In the Dark - serie TV, 52 episodi (2019-2022)

### Produttrice
- In the Dark - serie TV, 25 episodi (2021-2022)

## Trasmissioni televisive
- The Megan Mullally Show - talk-show (2006) - ospite
- Nickelodeon Kids' Choice Awards 2008, regia di Beth McCarthy-Miller e Adam Vetri - speciale TV (2008) - ospite
- 4th and Forever - reality, 4 episodi (2011) - cheerleader
- TV Land Icon Awards 2016, regia di Joe DeMaio e Chris Valenziano - speciale TV (2016) - presentatrice

## Radio
- Carrier - podcast, episodi 1x01-1x02 (2019)

## Teatro
- Alex in Wonderland, The Grove Theatre, Los Angeles

## Doppiatrici italiane
Nelle versioni in italiano delle opere in cui ha recitato, Perry Mattfeld è stata doppiata da:
- Letizia Ciampa in Shameless
- Gemma Donati in In the Dark
- Sara Ferranti in The Idea of You